# Elektrownia Wiatrowa Wielowieś
Elektrownia Wiatrowa Wielowieś – elektrownia wiatrowa zlokalizowana w okolicy miejscowości Wielowieś w powiecie gliwickim. Składa się z 20 wiatraków o łącznej mocy 66 MW których słupy mają wysokość 122 metrów. Natomiast licząc razem z łopatą, każdy wiatrak ma 190 metrów wysokości.

## Historia
Wykonawcą turbin wiatrowych jest firma Vestas, a realizatorem budowy farmy wiatrowej oraz przyłącza do krajowej sieci elektroenergetycznej była spółka Aldesa Nowa Energia sp. z o.o.
W lutym 2010, w miejscowości Błażejowice, wzniesiono maszt z zainstalowaną aparaturą do pomiaru siły wiatru na wysokości 39,8, 50, 65, 77,5 i 80 m. W 2012 został sporządzony raport oddziaływania na środowisko. Dwa lata później w maju oddano do użytku główny punkt zasilania GPZ Błażejowice. Od 30 września 2019 rozpoczęto prace budowlane. Zdemontowano, zainstalowany w 2010 roku, maszt pomiarowy. Następnie wykonano pomiary geodezyjne w miejscu przyszłych fundamentów turbin. Od 23 stycznia 2020 roku rozpoczęto prace wykonawcze dróg dojazdowych, prowadzono przyłącza kabli elektrycznych i kabli światłowodowych do poszczególnych fundamentów. Od 1 marca do 31 lipca wykonano betonowanie fundamentów. Transformator w głównym punkcie odbioru GPO Błażejowice zamontowano na początku sierpnia 2020 roku. Pierwszą turbinę zamontowano 15 września 2020 roku w  sołectwie Świbie. Transporty odbywały się porą nocną ze Strzelec Opolskich drogą DK94 przez Pyskowice i DW901 do miejsca docelowego. Montaż turbin zakończono 20 grudnia 2020 roku. Firma Aldesa zakończyła prace w dniu 28 lutego 2021 roku. Oficjalne otwarcie farmy wiatrowej odbyło się 12 października 2021 roku. Frédéric Billet, ambasador Francji gościł 12 października w Wielowsi. Uczestniczył w oficjalnym oddaniu do użytkowania inwestycji firmy AKUO, na którą składa się 20 wiatraków, które zasilą energią blisko 100 tysięcy gospodarstw domowych w województwie śląskim.
Jest to pierwsza tego typu inwestycja na Śląsku - mówi Ginter Skowronek, wójt Wielowsi. Można powiedzieć, że przecieramy szlaki dla innych. Dla gminy i jej mieszkańców taka inwestycja, to wymierne korzyści. Każdego roku gminna kasa zasilana będzie kwotą ponad 2 milionów zł z tytułu podatku od budowli. Inwestor wspiera także społeczność lokalną różnego rodzaju dotacjami. W tym roku była to kwota 90.000 zł za którą kupiliśmy nowoczesny ultrasonograf dla ośrodka zdrowia. Duże znaczenie ma również fakt, że produkowana energia elektryczna nie zatruwa nam środowiska.

## Galeria

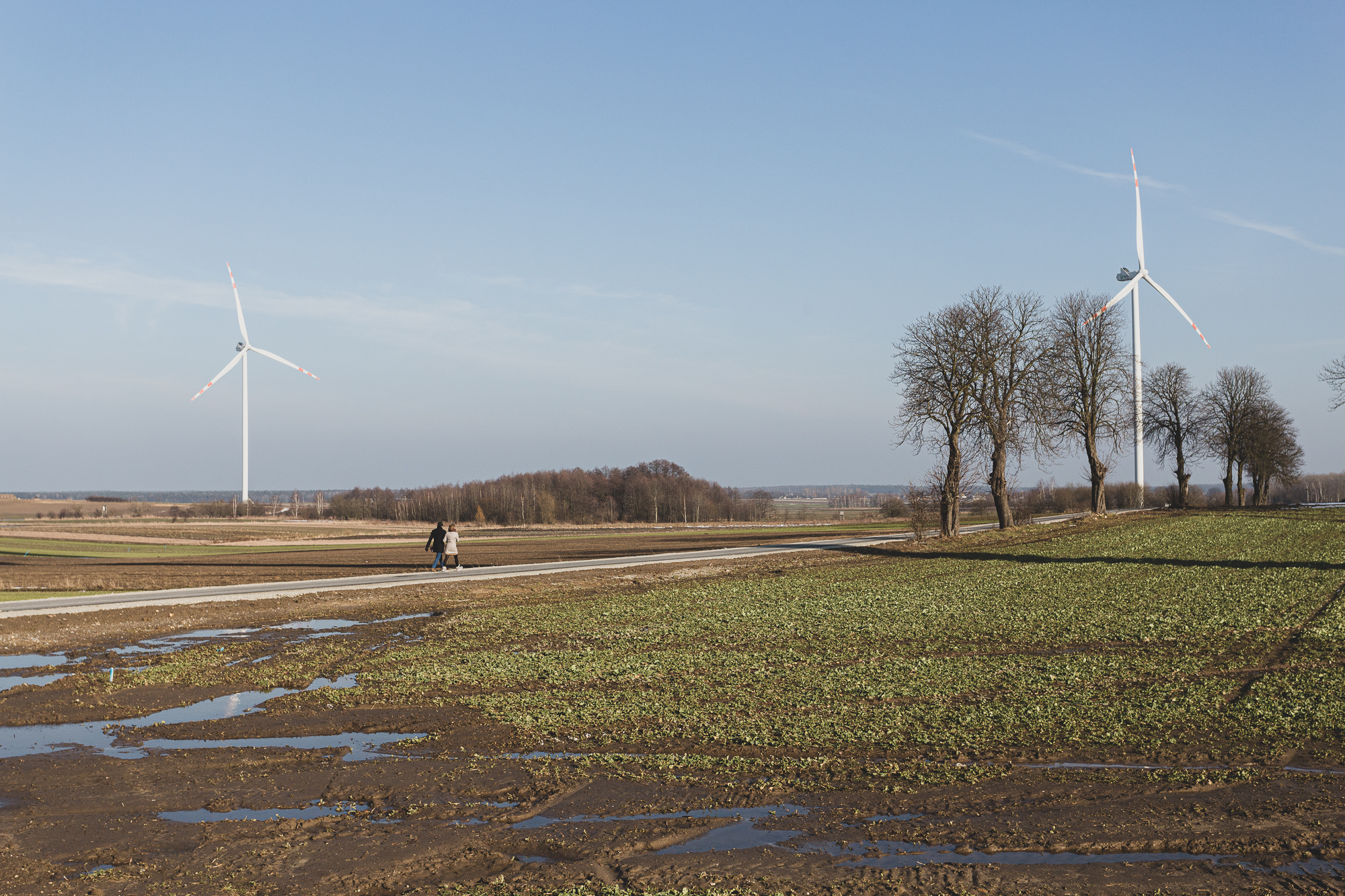
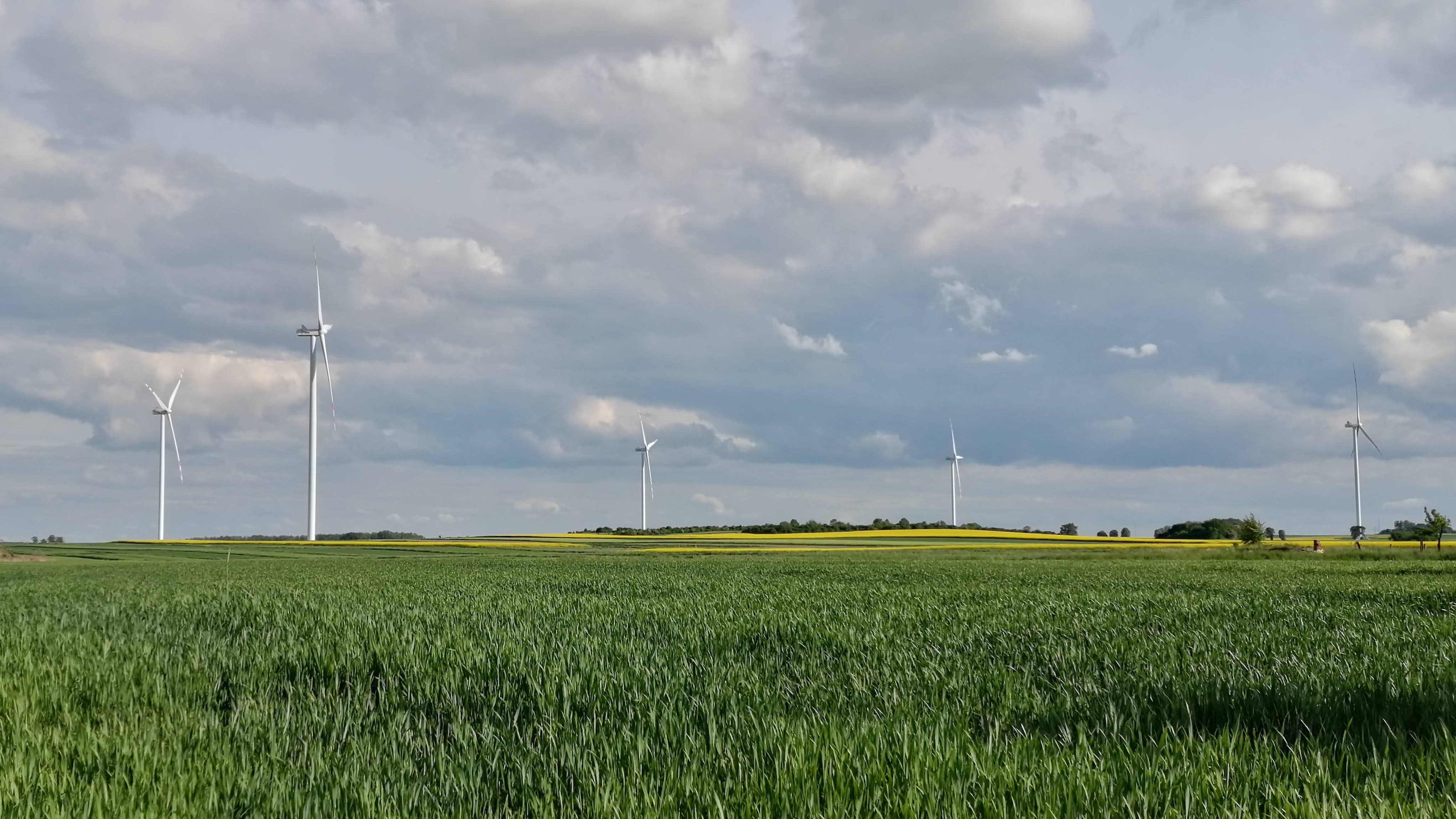
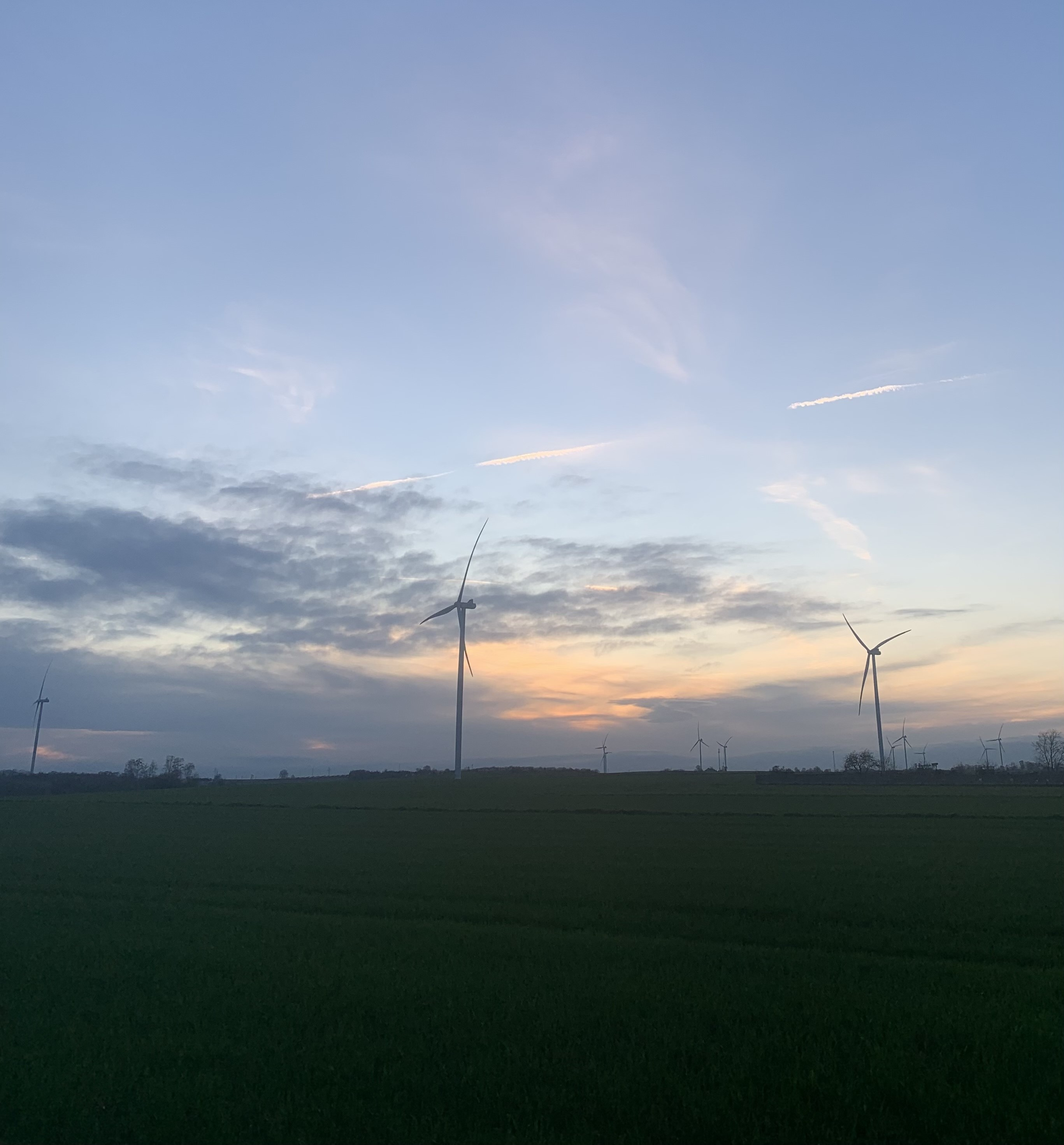